# 絶品ノーカット
絶品ノーカット（ぜっぴんノーカット）は、フジテレビジョンが制作している料理情報番組で、フジテレビONEにて放送している。また、フジテレビONEでの放送から遅れるが、フジテレビ On Demandでも視聴することができる。
映像はすべてハイビジョンカメラにて撮影されている。

## 概要
初回放送は2006年4月14日。月2回（再放送を除く）のペースで新作が放送されている。11月より第2シリーズとなっている。
この番組は、1つの料理店の料理一品だけ（例外あり）を、1回約60分をかけて紹介する。料理ができるまでの過程が中心である。撮影場所は、各料理店の厨房である。
タイトルにある「ノーカット」は、調理の過程をできるだけ紹介するという意味である。下ごしらえや、自家製ソースを使う場合はソースの作り方までもじっくりと紹介する。各カットもかなり長めである。
番組では毎回ガイドが登場するが、調理中の映像では調理をみているだけである。料理人と会話をしているシーンもみられるが、音声はほとんど放送されない。別収録の、料理人による説明やガイドのコメントが一言二言が入る程度である。
調理中の音声は、調理の音にナレーターによる解説、BGMだけとなっている（ただし第7回などのように、料理人とガイドのやりとりが多く放送された回もある。また、第7回は3品も紹介されたなど、例外的な回である）。
以上のように、プロの料理人が作る1つの料理に徹底した番組といえる。
番組中では数回、息抜き（または気分転換）的に、料理店のある地域や素材の紹介が入る。これは番組中にCMが一切入らないフジテレビONE+TWOでのCMの代わりとも言える。

## 放送内容
1. レストランRyu・ロールキャベツ
2. リオンドール・カレーパン
3. 東風・小籠包
4. 西洋料理たじま・グラタン
5. プクプク亭・ハンバーグ
6. 知味斎・担々麺
7. ラ・ピッコラ・ターヴォラ・ピッツァ
8. オーボンヴュータン・モンブラン
9. ビストロ・ド・ラパン・コロッケ
10. ラ・プティット・シェーズ・オムライス
11. レストラン大越・ビーフシチュー
12. パッソ ア パッソ・パスタ
13. 中國小菜 龍圓・チャーハン
14. ザ・カフェ・ドリア
15. 天ぷらそば